# Medaglia Ušakov
La medaglia Ušakov è un premio statale della Federazione Russa, fondato però ai tempi dell'Unione Sovietica e dedicato all'ammiraglio Fëdor Fëdorovič Ušakov.

## Storia
La medaglia è stata istituita il 3 marzo 1944.

## Assegnazione
La medaglia è assegnata ai soldati e marinai della Marina Militare e della Guardia di frontiera del Servizio di Sicurezza Federale della Federazione Russa per premiare il coraggio nella difesa della Patria e degli interessi pubblici della Federazione Russa nei teatri navali militari, nella protezione dei confini di Stato della Federazione Russa, nello svolgimento delle missioni di combattimento navale con le navi della Marina Militare e/o della Guardia di frontiera del Servizio di Sicurezza Federale della Federazione Russa, durante le esercitazioni e le manovre in esercizio delle funzioni militari sotto condizioni che comportano un rischio per la vita e ottime prestazioni negli allenamenti ai combattimenti navali.

## Insegne
- La medaglia è d'argento e raffigura, nel dritto, l'ammiraglio Ushakov, circondato da una fascia leggermente rialzato con la scritta "Ammiraglio Ušakov" (in russo: «АДМИРАЛ УШАКОВ» ), le due parole sono separate nella parte superiore da una stella e inferiormente da due rami di alloro. La medaglia circolare copre un'ancora con il brodo e trematodi sporgenti in basso e le braccia e grillo sporgenti nella parte superiore.
- Il nastro è azzurro con un doppio bordo bianco e blu.